# Wilson Oruma
Wilson Oruma (ur. 30 grudnia 1976 w Warri) – piłkarz nigeryjski grający na pozycji ofensywnego pomocnika. Nosi przydomek "Headmaster Jr".

## Kariera klubowa
Oruma urodził się w mieście Warri. Piłkarską karierę zaczynał jednak w mieście Benin, w tamtejszym Bendel Insurance FC. W barwach tego zespołu zadebiutował w 1993 roku w nigeryjskiej ekstraklasie w wieku 16 lat. W 1994 był członkiem składu Insurance, który zwyciężył w CAF Cup, zwyciężając w finale z angolskim Primeiro de Maio.
Pod koniec 1994 roku Oruma trafił do Europy i podpisał kontrakt z klubem Ligue 1, RC Lens. W drużynie Lens zadebiutował 29 lipca 1994 w zremisowanym 1:1 meczu z Lille OSC. Młody Oruma szybko wywalczył sobie miejsce na środku pomocy i w sezonie 1994/1995 zagrał w 21 meczach swojej drużyny oraz zdobył 2 gole w Ligue 1, a z Lens zajął 5. pozycję w lidze. Rok później jednak stał się rezerwowym klubu z miasta Lens i w całym sezonie tylko 14 razy pojawił się na boisku, w większości wchodząc na nie z ławki rezerwowych – z Lens w sezonie 1995/1996 zajął 5. miejsce, a w Pucharze UEFA doszedł do 3. rundy, z której odpadł po dwumeczu ze Slavią Praga.
Słaby sezon w Lens spowodował, że kierownictwo tego klubu zdecydowało się wypożyczyć Orumę do innego zespołu i latem 1996 wybór padł na AS Nancy. W Nancy zadebiutował w 3.kolejce, 23 sierpnia w zremisowanym 0:0 meczu z Paris Saint-Germain. W całym sezonie rozegrał 22 mecze (wszystkie w pełnym wymiarze czasowym) i zdobył 2 gole, ale nie zdołał pomóc drużynie w utrzymaniu się w lidze i Nancy zajmując 18. pozycję zostało zdegradowane do Ligue 2. Na sezon 1997/1998 Wilson wrócił do Lens, ale zagrał tam tylko w 7 ligowych meczach, toteż nie miał wielkiego udziału w wywalczeniu przez ten klub mistrzostwa Francji.
Latem 1998 Lens znów wypożyczyło Orumę, tym razem do tureckiego Samsunsporu. W Turcji zdobył 4 gole w 21 rozegranych meczach i stał się drugim najlepszym strzelcem swojego zespołu. Z zespołem tym zajął 10. miejsce w lidze.
W 1999 roku Oruma wrócił do Francji, ale po raz trzeci zrezygnowano z jego usług w Lens i wypożyczono go. Tym razem Wilson trafił do Ligue 2, do klubu Nîmes Olympique. W drugiej lidze strzelił 2 gole, jednak Olympique zagrało słaby sezon i zajęło niską 14. pozycję w lidze. Latem 2000 Oruma wrócił do Lens, został wystawiony na listę transferową i wkrótce opuścił francuski klub.
Kolejnym przystankiem w karierze Wilsona był szwajcarski zespół Servette FC. W genewskim zespole błysnął skutecznością, co jak na pomocnika nie jest zbyt częste. W lidze szwajcarskiej strzelił aż 7 goli i ze swoim zespołem zajął 5. pozycję. Oruma skuteczny był także w rozgrywkach Pucharu UEFA w kolejnym sezonie (2001/2002), gdy w meczach pierwszej (ze Slavią Praga) oraz drugiej rundy (Realem Saragossa) zdobywał wszystkie gole dla swojego zespołu. W 3. rundzie Servette pokonało w dwumeczu Herthę BSC 3:0, a odpadło dopiero w 1/8 finału po bojach z Valencią. W lidze Servette spisało się lepiej jak przed rokiem i zajęło 4. pozycję, a Oruma w rozgrywkach ligowych zdobył 5 bramek.
W lipcu 2002 Oruma wrócił do Francji. Podpisał kontrakt z FC Sochaux-Montbéliard i w tym zespole kontynuował swoją dobrą formę ze Szwajcarii. W Sochaux zadebiutował w 3. kolejce Ligue 1, 17 sierpnia w wygranym 4:2 meczu z FC Nantes i w 89. minucie meczu zdobył gola ustalającego wynik meczu. W pierwszym sezonie gry na Stade Auguste Bonal zdobył łącznie 3 gole i zagrał w 28 meczach, w większości w pierwszej jedenastce. Z Sochaux zajął 5. miejsce w lidze, gwarantujące start w Pucharze UEFA. W sezonie 2003/2004 z Sochaux zdobył Puchar Ligi Francuskiej, a w lidze zdobył 1 gola (14 lutego w meczu z Girondins Bordeaux), dostał czerwoną kartkę (w meczu z Paris Saint-Germain) i zagrał w 24 meczach ligowych. W Pucharze UEFA zakończył rozgrywki ze swoim klubem na 3. rundzie, gdzie Sochaux dzięki mniej strzelonym golom na wyjeździe uległo Interowi Mediolan. W Sochaux Oruma spędził jeszcze jeden sezon, w którym, podobnie jak jego partnerzy, nie błyszczał. Zagrał 25 meczów, strzelił 2 gole i zajął ze swoją drużyną 9. miejsce. W Pucharze UEFA zdobył 1 bramkę (ze Stabæk IF), a z pucharu odpadł z Sochaux w 1/16 finału po dwumeczu z Olympiakosem Pireus.
Latem 2005 Orumie skończył się kontrakt z Sochaux. Został sciągnięty za darmo do Olympique Marsylia przez trenera Jean Fernandeza. W klubie z Marsylii zadebiutował w 2. kolejce ligowej, 6 sierpnia w przegranym 0:2 wyjazdowym meczu z Lens. W OM grał w środku pomocy i był jej podstawowym zawodnikiem. Przez cały sezon zagrał w 30 meczach, zdobył 3 gole (z Sochaux, FC Nantes i AS Monaco). W Pucharze UEFA doszedł z Marsylią do 1/8 finału (tam odpadli z Zenitem Petersburg), a w lidze zajął 5. miejsce w lidze. W sezonie 2006/2007 brał udział w Pucharze Intertoto, w którego wyszedł z Marsylią zwycięsko, ale nie zdołał się zakwalifikować do fazy grupowej Pucharu UEFA – Marsylia odpadła po dwumeczu z FK Mladá Boleslav.
Sezon 2008/2009 Oruma spędził w drugoligowym francuskim EA Guingamp, a po zakończeniu rozgrywek odszedł do beniaminka greckiej Super League Ellada - AO Kawala.
| Sezon   | Klub                   | Kraj       | Rozgrywki                      | Mecze | Bramki |
| ------- | ---------------------- | ---------- | ------------------------------ | ----- | ------ |
| 1993    | Bendel Insurance FC    | Nigeria    | Premier League (NGA)           | ?     | ?      |
| 1994    | Bendel Insurance FC    | Nigeria    | Premier League (NGA)           | ?     | ?      |
| 1994/95 | RC Lens                | Francja    | Ligue 1                        | 21    | 2      |
| 1995/96 | RC Lens                | Francja    | Ligue 1                        | 14    | 0      |
| 1996/97 | AS Nancy               | Francja    | Ligue 1                        | 22    | 0      |
| 1997/98 | RC Lens                | Francja    | Ligue 1                        | 7     | 0      |
| 1998/99 | Samsunspor             | Turcja     | Süper Lig                      | 21    | 4      |
| 1999/00 | Nîmes Olympique        | Francja    | Ligue 2                        | 25    | 2      |
| 2000/01 | Servette FC            | Szwajcaria | Swiss Super League             | 19    | 7      |
| 2001/02 | Servette FC            | Szwajcaria | Swiss Super League             | 31    | 5      |
| 2002/03 | FC Sochaux-Montbéliard | Francja    | Ligue 1                        | 28    | 3      |
| 2003/04 | FC Sochaux-Montbéliard | Francja    | Ligue 1                        | 24    | 1      |
| 2004/05 | FC Sochaux-Montbéliard | Francja    | Ligue 1                        | 25    | 2      |
| 2005/06 | Olympique Marsylia     | Francja    | Ligue 1                        | 30    | 3      |
| 2006/07 | Olympique Marsylia     | Francja    | Ligue 1                        | 18    | 0      |
| 2007/08 | Olympique Marsylia     | Francja    | Ligue 1                        | 7     | 0      |
| 2008/09 | EA Guingamp            | Francja    | Ligue 2                        | 24    | 5      |
| 2009/10 | AO Kawala              | Grecja     | Super League Ellada            |       |        |
|         |                        |            | Łącznie w Ligue 1              | 196   | 11     |
|         |                        |            | Łącznie w Tureckiej Superlidze | 21    | 4      |
|         |                        |            | Łącznie w Axpo Super League    | 50    | 12     |
|         |                        |            | Łącznie w Ligue 2              | 24    | 5      |

## Kariera reprezentacyjna
W 1993 Oruma po raz pierwszy błysnął na arenie międzynarodowej. Był członkiem kadry młodzieżowej Nigerii U-17, która wywalczyła złoty medal na Mistrzostwach Świata w Japonii. Został królem strzelców tamtego turnieju i jednym z najlepszych graczy całych mistrzostw.
W pierwszej reprezentacji "Super Orłów" zadebiutował 21 października 1995 roku w wygranym 3:2 meczu z Uzbekistanem rozegranym w ramach finału Mistrzostw Azjatycko-Afrykańskich.
W 1996 roku był w kadrze reprezentacji olimpijskiej, która wywalczyła złoty medal na Igrzyskach Olimpijskich w Atlancie. Był tam rezerwowym dla 
Augustine Okochy i w całym turnieju zagrał łącznie tylko 38 minut.
W 1997 roku Oruma strzelił swojego pierwszego gola w pierwszej reprezentacji. Fakt ten miał miejsce 7 czerwca w wygranym 3:1 meczu z Kenią rozegranym w ramach kwalifikacji do MŚ we Francji. Dzięki temu zwycięstwu Nigeria była pierwszą reprezentacją (nie licząc gospodarzy Francji oraz mistrzów świata Brazylii), która zakwalifikowała się do tego turnieju).
W 1998 został powołany na finały mistrzostw świata. Dobrze spisywał się w okresie przygotowawczym do samych finałów, jednak na czas wykurował się Okocha i to on grał na pozycji ofensywnego pomocnika sadzając Orumę na ławce rezerwowych. Wilson zagrał tylko w jednym meczu, z Paragwajem, przegranym 1:3 i zdobył honorowego gola dla Nigerii po podaniu Tijjani Babangidy. Nigeria odpadła w 1/8 finału po porażce 1:4 z Danią, ale Oruma nie zagrał w tym meczu.
W 2002 roku nie wziął udziału w sparingach przed Pucharem Narodów Afryki i pierwotnie nie był brany pod uwagę przy ustalaniu składu. Jednak na skutek kontuzji Emeki Ifejiagwy selekcjoner Shaibu Amodu zdecydował się na powołanie Orumy twierdząc, że ma za dużo obrońców w kadrze. Oruma w tym turnieju zagrał tylko raz – w półfinale z Senegalem, ale nie wykorzystał rzutu karnego i Nigeria przegrała po dogrywce 1:2. Z Mali Oruma przywiózł brązowy medal.
W 2006 roku Wilson zaliczył swój kolejny turniej o Puchar Narodów Afryki. Zagrał w 3 meczach – z Ghaną (1:0), z Zimbabwe (2:0) oraz o 3. miejsce z Senegalem, wygrany 1:0. Zagrał w nim 67 minut i przywiózł drugi brązowy medal w karierze.

## Sukcesy
- CAF Cup: 1994 z Bendel Insurance
- Mistrzostwo Francji: 1998 z Lens
- Puchar Ligi Francuskiej: 2004 z Sochaux
- Mistrzostwo Świata U-17: 1993
- Złoty medal IO: 1996
- Udział w MŚ: 1998
- Brązowy medal PNA: 2002, 2006